# Сава Геренов
Сава Попиванов Геренов (Сава Иванов Славов-Геренов) е виден възрожденски учител, активен участник в националноосвободителното движение.

## Биография
Сава Геренов е роден в семейство на заможни българи, преселели се от село Герен (дн. кв.Въбел) в Ески Джумая, баща му Иван Славов Геренов се е занимавал с търговия и е бил крайно предприемчив, начетен и предан на народното дело човек. През 1862 година Сава Геренов започва началното си образование в класното училище, негов учител е бил видния книжовник Стоян Робовски. За да получи по-добро образование през 1867 година баща му го изпраща да учи в класическата гимназия в град Николаев, там той се сближава с Панайот Волов, Михаил Греков, Атанас Узунов и др. Обзет от „патриотични влечения“ през 1871 година напуска гимназията и се връща в България. В периода между 1871 и 1872 година работи като учител в Провадия, Варна (където се е преселва семейството му) и Шумен, като съчетава учителството с революционната си дейност. По-късно оглавява революционен комитет в Сливен, като обикаля селищата на Сливенско, Пловдивско, Еленско, Стара Загора и даже установява връзка с революционния комитет на родния си град. През 1873 година турските власти разкриват и двата революционни комитета – Сливенския и Ескиджумайския, след което Сава Геренов е арестуван и пратен заедно с Михаил Греков в затвора в Русчук. Там двамата биват жестоко измъчвани. През 1874 година Сава Геренов е осъден от Русчушкия съд на 5 години заточение в Ерзурум (Мала Азия). Затворът в Русе, малтретирането му и непоносимите климатични условия в далечен Анадол бързо разяждат младежкия му организъм. Умира на 1 март 1878 година, недочаквайки Освобождението на България.